# Villa Eugénie (Saint-Cloud)
Pour les articles homonymes, voir Villa Eugénie.
La villa Eugénie est une maison située à Saint-Cloud, dans le département des Hauts-de-Seine.
Cette maison présente un hall remarquable par son décor, son escalier et ses ferronneries avec un très grand vitrail signé du maître-verrier Raphaël Lardeur (1890-1967), exposé à l'Exposition internationale des Arts décoratifs de 1925.
Il représente l'impératrice Eugénie, épouse de Napoléon III, qui aimait se promener dans les jardins du parc de Saint-Cloud. 
Le hall est inscrit au titre des Monuments historiques depuis le 30 avril 2020.